# Биссектриса

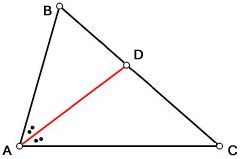
Биссектриса AD делит пополам угол A

Биссектри́са (от лат. bi- «двойное», и sectio «разрезание») угла — внутренний луч этого угла, делящий его на два равных угла.
Можно также определить биссектрису как геометрическое место точек внутри угла, равноудалённых от его сторон.
Биссектрисой треугольника называется отрезок биссектрисы угла, проведенный от вершины угла до её пересечения с противолежащей стороной. У треугольника существуют три биссектрисы, соответствующие трём его вершинам.

## Связанные определения
- Точка пересечения биссектрисы угла треугольника с его стороной, не являющейся стороной этого угла, называется основанием биссектрисы.

Центры трех вневписанных окружностей (соответственно) образуют — треугольник трёх внешних биссектрис

- В любом треугольнике {\displaystyle ABC}, кроме внутренних биссектрис (далее называемых просто биссектрисами), можно провести и внешние биссектрисы, то есть биссектрисы углов, смежных с внутренними углами треугольника. При этом внутренняя и внешняя биссектриса одного и того же угла перпендикулярны.
- Проведение в данном треугольнике всех трёх его внешних биссектрис до их точек пересечения друг с другом в центрах вневписанных окружностей (соответственно {\displaystyle J_{A},J_{B},J_{C}}) образует новый треугольник (см. рис.) — треугольник трёх внешних биссектрис. Это — новый треугольник центров вневписанных окружностей с вершинами {\displaystyle J_{A},J_{B},J_{C}}, которые касаются соответственно сторон {\displaystyle a,b,c} исходного треугольника.
- Центр окружности, проходящей через центры вневписанных окружностей — точка Бевэна.
- Исходный треугольник является ортотреугольником для треугольника {\displaystyle \Delta J_{A}J_{B}J_{C}}
- Точка пересечения симедиан треугольника, образованного центрами его вневписанных окружностей {\displaystyle J_{A},J_{B},J_{C}} , является центром эллипса Мандарта. Эту точку называют по-английски middlespoint, по-немецки — «Mittelpunkt». Она открыта в 1836-м году Христианом Генрихом фон Нагелем (Christian Heinrich von Nagel)[2][3].

## Свойства

Построение биссектрисы

### Свойства точек пересечения биссектрис
- Биссектрисы внутренних углов треугольника пересекаются в одной точке — центре вписанной в этот треугольник окружности (инцентре).
- Биссектрисы одного внутреннего и двух внешних углов треугольника пересекаются в одной точке. Эта точка — центр одной из трёх вневписанных окружностей этого треугольника.
- Каждая биссектриса треугольника делится точкой пересечения биссектрис в отношении суммы прилежащих сторон к противолежащей, считая от вершины.
- Гипербола Фейербаха — описанная гипербола, проходящая через ортоцентр и центр вписанной окружности (он же — инцентр или точка пресечения внутренних биссектрис треугольника). Её центр лежит в точке Фейербаха. Подерные и чевианные окружности точек на гиперболе Фейербаха проходят через точку Фейербаха.

### Свойства, связанные суглами
- Каждая внутренняя (внешняя) биссектриса угла треугольника, выходящая из его вершины, делит этот внутренний (внешний) угол треугольника пополам (на две равные половинки).
- Угол между биссектрисами двух смежных углов (между внутренними и внешними биссектрисами углов треугольника при одной вершине) равен 90 градусам.
- Внутренняя биссектриса угла треугольника изогонально сопряжена самой себе.
- Углы, образованные между биссектрисой треугольника и его стороной, к которой проведена данная биссектриса, равны

{\displaystyle \operatorname {arccot} {\frac {(a-b)(p-c)p}{(a+b)S}},\operatorname {arccot} {\frac {(b-a)(p-c)p}{(a+b)S}}},
где {\displaystyle S} — площадь треугольника, {\displaystyle a} и {\displaystyle b} — его стороны с общей вершиной в той точке, из которой проведена данная биссектриса в треугольнике, {\displaystyle c} — третья сторона, {\displaystyle p} — полупериметр данного треугольника.

### Свойства, связанные сдугами
- Свойство биссектрисы вписанного угла: биссектриса вписанного угла делит на две равные части дугу, на которую этот угол опирается.
- То же свойство верно и для биссектрисы центрального угла.

### Свойства биссектрисравнобедренного треугольника
- Если в треугольнике две биссектрисы равны, то треугольник — равнобедренный (теорема Штейнера — Лемуса), и третья биссектриса одновременно является медианой и высотой того угла, из которого она выходит.
- Верно и обратное: в равнобедренном треугольнике две биссектрисы равны, и третья биссектриса одновременно является медианой и высотой.
- В равнобедренном треугольнике внутренняя биссектриса угла, противоположного основанию треугольника, является медианой и высотой.
- Одна и только одна биссектриса внешнего угла неравностороннего треугольника может быть параллельна противоположной внутреннему углу стороне — основанию, если треугольник равнобедренный.
- У равностороннего треугольника все три биссектрисы внешних углов параллельны противоположным сторонам.
- У равностороннего треугольника все три внутренние биссектрисы равны.

### Свойства оснований биссектрис

или.

- Теорема о биссектрисе (см. рис.): Биссектриса внутреннего угла треугольника делит противоположную сторону (то есть делит своим основанием противоположную сторону) в отношении, равном отношению двух прилежащих сторон. То есть {\displaystyle {\frac {BD}{CD}}={\frac {AB}{AC}}} или {\displaystyle {\frac {BD}{AB}}={\frac {CD}{AC}}}. Теорема о биссектрисе  — частный случай теоремы Штейнера.
- Основания биссектрис двух внутренних и одного внешнего углов треугольника лежат на одной прямой, если биссектриса внешнего угла не параллельна противоположной стороне треугольника (Одна и только одна биссектриса внешнего угла треугольника может быть параллельна противоположной стороне — основанию, если треугольник равнобедренный. У равностороннего треугольника все три биссектрисы внешних углов параллельны противоположным сторонам. Других возможностей нет).
- Биссектриса внутреннего угла треугольника делит противоположную сторону изотомически по отношению к антибиссектрисе того же угла.
- Окружности, построенные, как на диаметре, на отрезке, соединяющем основания внутренней и внешней биссектрисы, выпущенных из одного угла, проходят через точки Аполлония.
- Через точку Фейербаха проходит окружность, проведённая через основания трёх биссектрис.
- В общем случае не пересекаются в одной точке 3 перпендикуляра к сторонам треугольника, проведённые через основания 3 внутренних его биссектрис, которые лежат на этих сторонах[4].

### Свойства осей биссектрис
- Если биссектрисы внешних углов треугольника не параллельны противоположным сторонам, то их основания лежат на одной прямой, называемой осью внешних биссектрис.
- Точка Лемуана треугольника лежит на прямой Обера четырёхсторонника, образованного четырьмя осями биссектрис.

### Свойство проекции одной вершины на биссектрисы двух других вершин
- Если из двух вершин треугольника провести сразу две пары биссектрис (две внутренние и две внешние), а затем на четыре полученные биссектрисы ортогонально спроектировать третью вершину, тогда полученные четыре точки проекций вершины на биссектрисы будут лежать на одной прямой (коллинеарны)[5]. Эта прямая является средней линией треугольника, параллельной той стороне, концами которой являются упомянутые выше две вершины.

### Другие свойства
- Если треугольник разносторонний (неравносторонний), то внутренняя биссектриса, проведённая из любой его вершины, лежит между внутренними медианой и высотой, проведёнными из той же вершины.
- Расстояния от сторон угла до любой точки биссектрисы одинаковы.
- Построение треугольника по трем заданным биссектрисам с помощью циркуля и линейки невозможно[6], причём даже при наличии трисектора[7].
- Три внешние биссектрисы любого треугольника пересекаются в трёх разных точках, которые являются центрами вневписанных окружностей исходного треугольника или вершинами так называемого треугольника трёх внешних биссектрис исходного треугольника[8].
- Три продолжения трёх биссектрис исходного треугольника, через три их основания до их пересечения в трёх вершинах его треугольника трёх внешних биссектрис оказываются в последнем треугольнике в качестве трёх высот.
- Строфоида — геометрическое место точек {\displaystyle M} на плоскости, таких что прямая {\displaystyle MB} является биссектрисой (внешней или внутренней) угла {\displaystyle AMC} при данной тройке точек {\displaystyle A}, {\displaystyle B} и {\displaystyle C}.

## Тройки отрезков, параллельных трем биссектрисам треугольника

### Тройки отрезков, параллельных трем бессектрисам и одновременно пересекающихся в одной точке
- Каждый кливер есть отрезок, один конец которого находится в середине стороны треугольника и который параллелен биссектрисе угла, противоположного этой стороне. Три кливера, подобных описанному выше, пересекаются в центре Шпикера.
- Если проведен отрезок с одним концом в точке касания вписанной окружности треугольника с его стороной в направлении параллельно биссектрисе угла, противоположного этой стороне, а затем для двух других сторон построены аналогичные отрезки, то эти три отрезка пересекаются в одной точке[9].

### Тройки отрезков, параллельных трем биссектрисам и одновременно образующих 2 треугольника
- Во всякий треугольник ABC можно вписать 2 треугольника, 3 стороны которых параллельны 3 биссектрисам треугольника ABC. Эти треугольники имеют общую окружность типа окружности Эйлера, то есть 6 их вершин лежат на 1 окружности[10].

## Длина биссектрис в треугольнике
Удобно биссектрисы треугольника обозначать следующим образом. Если {\displaystyle ABC} ― треугольник, и {\displaystyle a=BC}, {\displaystyle b=AC}, {\displaystyle c=AB} ― стороны (длины сторон), то {\displaystyle l_{a}}, {\displaystyle l_{b}}, {\displaystyle l_{c}} ― биссектрисы, проведённые соответственно из вершин {\displaystyle A}, {\displaystyle B}, {\displaystyle C} к сторонам {\displaystyle a}, {\displaystyle b}, {\displaystyle c}.

Биссектриса Треугольника ABC

Для выведения нижеприведённых формул можно воспользоваться теоремой Стюарта.
{\displaystyle l_{c}={{\sqrt {ab(a+b+c)(a+b-c)}} \over {a+b}}={\dfrac {2{\sqrt {abp(p-c)}}}{a+b}}}, где {\displaystyle p} — полупериметр.

{\displaystyle l_{c}={\sqrt {ab-a_{l}b_{l}}}} (формула Лагранжа)
{\displaystyle l_{c}={\frac {2a_{l}b_{l}\cos({\frac {\gamma }{2}})}{\sqrt {a_{l}^{2}+b_{l}^{2}-2a_{l}b_{l}\cos(\gamma )}}}}
{\displaystyle l_{c}={\frac {2ab\cos {\frac {\gamma }{2}}}{a+b}}}
{\displaystyle l_{c}={\frac {h_{c}}{\cos {\frac {\alpha -\beta }{2}}}}}
Для трёх биссектрис углов {\displaystyle A}, {\displaystyle B} и {\displaystyle C} с длинами соответственно {\displaystyle l_{a},l_{b},} и {\displaystyle l_{c}}, справедлива формула
{\displaystyle {\dfrac {(b+c)^{2}}{bc}}l_{a}^{2}+{\dfrac {(c+a)^{2}}{ca}}l_{b}^{2}+{\dfrac {(a+b)^{2}}{ab}}l_{c}^{2}=(a+b+c)^{2}},
{\displaystyle w_{c}^{2}=a_{w}\cdot b_{w}-ab=CE^{2}=BE\cdot AE-ab},
- Инцентр (точка пересечения трёх внутренних биссектрис треугольника) делит внутреннюю биссектрису угла {\displaystyle A} в отношении {\displaystyle {\frac {b+c}{a}}},

где:
- {\displaystyle a,b,c} — стороны треугольника против вершин {\displaystyle A,B,C} соответственно,
- {\displaystyle \alpha ,\beta ,\gamma } — внутренние углы треугольника при вершинах {\displaystyle A,B,C} соответственно,
- {\displaystyle h_{c}} — высота треугольника, опущенная на сторону {\displaystyle c}.
- {\displaystyle l_{c}} — длина внутренней биссектрисы, проведённой к стороне {\displaystyle c},
- {\displaystyle a_{l},b_{l}} — длины отрезков, на которые внутренняя биссектриса {\displaystyle l_{c}} делит сторону {\displaystyle c},
- {\displaystyle w_{c}} — длина внешней биссектрисы, проведённой из вершины {\displaystyle C} к продолжению стороны {\displaystyle AB}.
- {\displaystyle a_{w},b_{w}} — длины отрезков, на которые внешняя биссектриса {\displaystyle w_{c}} делит сторону {\displaystyle c=AB} и её продолжение до основания самой биссектрисы.
- Если медиана {\displaystyle m}, высота {\displaystyle h} и внутренняя биссектриса {\displaystyle t} выходят из одной и той же вершины треугольника, около которого описана окружность радиуса {\displaystyle R}, тогда[12]:p.122,#96

{\displaystyle 4R^{2}h^{2}(t^{2}-h^{2})=t^{4}(m^{2}-h^{2}).}

## Длина частей биссектрис в треугольнике
- Расстояние от вершины C до центра вписанной окружности равно {\displaystyle l_{c0}={\frac {r}{\sin({\frac {\gamma }{2}})}}={\sqrt {(p-c)^{2}+r^{2}}}={\sqrt {ab-4Rr}}}, где R и r — радиусы описанной и вписанной окружностей, а γ — угол вершины C.
- Формулы последнего пункта по сути дают длину части биссектрисы от вершины до точки их пересечения (до центра вписанной окружности или до инцентра).
- Эту формулу и формулу для второй части внутренней биссектрисы можно также найти на основе следующего факта:
- Инцентр делит внутреннюю биссектрису угла {\displaystyle A} в отношении {\displaystyle {\frac {b+c}{a}}}, где {\displaystyle a}, {\displaystyle b}, {\displaystyle c} — стороны треугольника.

## Уравнения биссектрис
- Если две смежные стороны треугольника записаны уравнениями {\displaystyle y_{1}=a_{1}x+b_{1}} и {\displaystyle y_{2}=a_{2}x+b_{2}}, то в явном виде биссектрисы представимы в виде функций[13]:

{\displaystyle y={\frac {a_{1}{\sqrt {a_{2}^{2}+1}}\pm a_{2}{\sqrt {a_{1}^{2}+1}}}{{\sqrt {a_{2}^{2}+1}}\pm {\sqrt {a_{1}^{2}+1}}}}\,x+{\frac {b_{1}{\sqrt {a_{2}^{2}+1}}\pm b_{2}{\sqrt {a_{1}^{2}+1}}}{{\sqrt {a_{2}^{2}+1}}\pm {\sqrt {a_{1}^{2}+1}}}}}